# Спічин
Спічин (пол. Spiczyn) — село в Польщі, у гміні Спічин Ленчинського повіту Люблінського воєводства.
Населення — 688 осіб (2011).

## Демографія
Демографічна структура станом на 31 березня 2011 року:
|          | Загалом | Допрацездатний вік | Працездатний вік | Постпрацездатний вік |
| -------- | ------- | ------------------ | ---------------- | -------------------- |
| Чоловіки | 356     | 77                 | 248              | 31                   |
| Жінки    | 332     | 64                 | 194              | 74                   |
| Разом    | 688     | 141                | 442              | 105                  |